# North Alamo
North Alamo és una concentració de població designada pel cens dels Estats Units a l'estat de Texas. Segons el cens del 2000 tenia 2.061 habitants.

## Demografia
Segons el cens del 2000, North Alamo tenia 2.061 habitants, 565 habitatges, i 496 famílies. La densitat de població era de 444,6 habitants/km².
Dels 565 habitatges en un 52,4% hi vivien nens de menys de 18 anys, en un 68,5% hi vivien parelles casades, en un 13,1% dones solteres, i en un 12,2% no eren unitats familiars. En l'11,2% dels habitatges hi vivien persones soles el 6% de les quals corresponia a persones de 65 anys o més que vivien soles. El nombre mitjà de persones vivint en cada habitatge era de 3,65 i el nombre mitjà de persones que vivien en cada família era de 3,94.
Per edats la població es repartia de la següent manera: un 37,4% tenia menys de 18 anys, un 11,6% entre 18 i 24, un 27,9% entre 25 i 44, un 13,8% de 45 a 60 i un 9,3% 65 anys o més.
L'edat mediana era de 26 anys. Per cada 100 dones de 18 o més anys hi havia 98,9 homes.
La renda mediana per habitatge era de 19.430 $ i la renda mediana per família de 19.357 $. Els homes tenien una renda mediana de 21.250 $ mentre que les dones 19.250 $. La renda per capita de la població era de 8.857 $. Aproximadament el 47,1% de les famílies i el 53,6% de la població estaven per davall del llindar de pobresa.

## Poblacions properes
El següent diagrama mostra les poblacions més properes.